# آلیتا: فرشته جنگ
آلیتا: فرشته جنگ (انگلیسی: Alita: Battle Angel) یک فیلم سایبرپانک علمی–تخیلی به کارگردانی رابرت رودریگز است که در سال ۲۰۱۹ منتشر شد. فیلم‌نامه آن توسط جیمز کامرون و لایتا کالوگیریدیس به رشته تحریر درآمده است و اقتباسی از مانگای علمی–تخیلی آلیتا فرشته جنگ، اثر یوکیتو کیشیرو نویسنده ژاپنی است. از بازیگران آن می‌توان به رزا سلزار در نقش اصلی، در کنار کریستف والتس، جنیفر کانلی، ماهرشالا علی، اد اسکرین، کین جانسون، و جکی ارل هیلی اشاره کرد.
نخستین نمایش آلیتا: فرشته جنگ در تاریخ ۳۱ ژانویه ۲۰۱۹، در اودئون میدان لستر بود، و سپس توسط فاکس قرن بیستم در ۱۴ فوریه ۲۰۱۹، در ایالات متحده به صورت ریل دی سه‌بعدی و آی‌مکس سه‌بعدی اکران شد. آلیتا ۴۰۵ میلیون دلار در سراسر جهان فروش کرد در حالی که ۱۵۰ الی ۲۰۰ میلیون دلار بودجه ساخت آن بوده است، و تبدیل به موفق‌ترین فیلم رودریگز از لحاظ سودآوری تا به امروز شد. فیلم با واکنش‌های ضد و نقیضی از سوی منتقدان همراه بود، که نقش‌آفرینی سلزار، صحنه‌های اکشن، و جلوه‌های ویژه فیلم توسط منتقدان مورد ستایش قرار گرفت، اما فیلم‌نامه نابسامان آن را مورد انتقاد قرار دادند.

## داستان
در سال ۲۵۶۳، سیصد سال پس از اینکه سیاره زمین در جنگی تحت عنوان «سقوط» یا «جنگ بزرگ»، که با مریخ داشت ویران شد، دکتر دایسون ایدو باقی مانده یک سایبورگ مؤنث مثله شده، اما دارای مغز سالم انسان را در گورستان ماشین آلات پیدا می‌کند. ایدو بدن جدیدی را به مغز پیوند می‌زند و نام او را به یاد بود دختر مرحومش «آلیتا» می‌گذارد. آلیتا بدون هیچ خاطره‌ای از گذشته‌اش بیدار می‌شود و پس از گذشت چند روز با دکتر شرین، همسر سابق ایدو ملاقات می‌کند و همچنین با هیوگو آشنا می‌شود، پسری که آرزوی رفتن به شهر آسمانی «زالم» را دارد. هیوگو موتوربال را به آلیتا معرفی می‌کند، یک مسابقه ورزشی سلطنتی که توسط گلادیاتورهای سایبورگ بازی می‌شود.
در یکی از شب‌ها، آلیتا به تعقیب ایدو می‌پردازد؛ آن‌ها توسط چندین آدم‌کش زنجیره‌ای سایبورگ به رهبری گرویشکا محاصره می‌شوند. در طی نبرد ایدو زخمی می‌شود و آلیتا به‌طور غریزی با استفاده از سبک «پنزر کانست» (یک اصطلاح آلمانی به معنای هنر زره یا جوشن) با آن‌ها به مبارزه می‌پردازد، دو تن از سایبورگ‌ها را می‌کشد و گرویشکا را نیز زخمی کرده و او به زیرزمین عقب‌نشینی می‌کند. سپس ایدو از راز خود که یک شکارچی جایزه‌بگیر است پرده برمی‌دارد. گرویشکا برای کمک نزد دکتر شرین می‌رود، که برای وکتور کار می‌کند. آلیتا معتقد است که مبارزه به او در اختلال یادزدودگی و کشف دوباره گذشته‌اش کمک خواهد کرد، اما ایدو با او مخالف کرده و آلیتا را برای تبدیل شدن به شکارچی مبارز دلسرد می‌کند. آلیتا با کمک هیوگو یک بدن سایبورگ دارای فناوری فوق پیشرفته را در یک سفینه فضایی خارج از شهر پیدا می‌کند. آلیتا تشخیص می‌دهد که آن بدن برزرکر ــ متعلق به نیروهای ضربت مرگبار از دشمن جمهوری متحد مریخ است، اما ایدو با نصب آن بر روی آلیتا مخالف می‌کند.

## بازیگران
- رزا سلزار در نقش آلیتا / ۹۹، یک سایبورگ و قهرمان اصلی داستان که از اختلال یادزدودگی رنج می‌برد
- کریستف والتس در نقش دکتر دایسون ایدو، یک دانشمند و سرپرست آلیتا، و همچنین یک شکارچی جایزه‌بگیر پاره وقت
- ماهرشالا علی در نقش وکتور، برگزارکننده مسابقات مبارزه‌ای موتوربال و دارای روابط قوی جنایی
- جنیفر کانلی در نقش دکتر شرین، همسر سابق ایدو و مهندس برجسته سایبورگ که برای وکتور کار می‌کند
- کین جانسون در نقش هیوگو، معشوقهٔ آلیتا و همچنین کسی که به او بازی در سبک گلادیاتور به نام موتوربال را آموزش می‌دهد
- اد اسکرین در نقش زاپان، یک سایبورگ شکارچی جایزه‌بگیر و سرکش که قصد انتقام از آلیتا را دارد
- جکی ارل هیلی در نقش گرویشکا، یک سایبورگ مجرم و عظیم‌الجثه که به عنوان آدمکش شخصی برای نووا کار می‌کند
- خورخه لندبورگ جونیور در نقش تانجی، دوست هیوگو
- لانا کاندر در نقش کویومی، یک دختر نوجوان یتیم و دوست هیوگو و تانجی
- ایدارا ویکتور در نقش پرستار گرهاد، دستیار ایدو
- جفری‌دیوید فاهی در نقش مک‌تیگ، شکارچی سلحشور که دسته‌ای از سگ‌های سایبورگ را رهبری می‌کند
- ایزا گونزالس در نقش نیسیانا، سایبورگ مجرم و تحت تعقیب و زیر دست گرویشکا
- درک میرس در نقش رومو، سایبورگ مجرم و تحت تعقیب
- مارکو زارور در نقش اجاکاتی، بازیکن موتوربال
- میشل رودریگز در نقش گلدا، فرمانده و جنگجوی سایبورگ در مریخ